# Ogiński (wódka)
Ogiński – polska czysta, biała wódka, produkowana przez Polmos Bielsko-Biała, na bazie kukurydzy.
Trunek nawiązuje nazwą do polskiego kompozytora Michała Kleofasa Ogińskiego, którego imiona także widnieją zapisane na butelkach tej wódki. Dostępne butelki mają pojemności 500 ml oraz 700 ml. Zawartość alkoholu wynosi 40%.